# Nowogard
Nowogard (API : [nɔ'vɔgart] ; allemand : Naugard) est une ville de la voïvodie de Poméranie-Occidentale, dans le Nord-Ouest de la Pologne. Elle est le siège de la gnima de Nowogard, dans le powiat de Goleniów.

## Géographie
Nowogard est arrosée par la Sąpólna (pl) et se trouve à 47 km — 65 km par la route — au nord-est de Szczecin. Elle est desservie par le chemin de fer (ligne Szczecin – Goleniów – Trzebiatów – Koszalin).
| Nowogard |

## Histoire
Le lieu est fondé en 1268, grâce à une donation du duc de Poméranie occidentale Barnim Ier à l'évêché de Cammin. Le nom a des origines slovinces. Le comté d'Erberstein (de), parent de l'évêque, reçoit le fief en 1274 et y érige un fort. Les Erbersteins restent maîtres des lieux jusqu'à la fin de la lignée en 1663. Le 30 avril 1309, Nowogard est faite ville, selon le droit de Lübeck par les comtes d'Erberstein, à l'époque Otto, Hermann et Albert,. L'église Sainte-Marie est construite en 1334, témoin du développement de la ville. En 1348, la ville est touchée par la peste.
Avec la propagation de la Réforme à la région de Poméranie, la ville devient protestante en 1534, la direction des affaires religieuses revenant au duc de Poméranie-Wolgast. Une nouvelle épidémie de peste se déclenche avec la guerre de Trente Ans, il n'y a que 300 habitants rescapés, parmi ceux-ci seulement 7 couples. En 1665, l'électeur du Brandenbourg fait de Ernest Bogislaw de Croÿ le gouverneur de la Poméranie et le comte de Naugard. La ville et le fort sont pillés en 1675 par les troupes suédoises, alors que sévit la guerre entre le Brandebourg et la Suède qui dure de 1674 et 1679. Un incendie ravage la ville de nouveau en 1699. En 1715, la ville, qui compte à l'époque seulement 600 habitants, devient une ville de garnison prussienne.
Au XIXe siècle, la ville s'industrialise, et voit l'ouverture d'une draperie, d'une tannerie et d'une fabrique de cuir. Pendant la guerre contre Napoléon en 1807, Ferdinand von Schill retarde ce dernier dans sa marche vers Colberg en défendant la ville. Après le congrès de Vienne en 1815, Naugard devient la capitale de l'arrondissement éponyme (de). En 1820, le fort est transformé en prison. En 1883, la ville obtient sa première connexion au réseau ferré avec la construction de la ligne Altdamm–Colberg. À l'époque la ville compte 4 800 âmes. En 1892, Otto von Bismarck, un jeune propriétaire terrien de Kniephof, village adjacent, provisoirement membre du conseil municipal, est nommé citoyen d'honneur. Au début du XXe siècle, la ville voit s'ouvrir une laiterie, une distillerie et une féculerie, témoin d'un important développement. Un hôpital, une poste et des bureaux administratifs s'y ouvrent également, sans oublier une usine à gaz. Au sud de la gare, un nouveau quartier le « Gute Hoffnung ». En 1911, un nouvel hôtel de ville est construit.
Après la Première Guerre mondiale, la ville doit avoir recours à la monnaie de nécessité en 1920. Dans les années 1920, l'accent est mis sur le tourisme, avec la construction de l'hôtel "Fürst Bismarck" et d'un établissement de bains se situant sur les bords du lac de Dammsche. En 1939, la ville compte 8 202 habitants. La Seconde Guerre mondiale a au début peu touché la ville, mais en mars 1945 le front arrive à son niveau, ce qui provoque l'exode des habitants. Le 4 mars, des combats autour de la ville débutent, qui se concluent par la prise de la ville, et sa destruction par l'armée rouge. Une fois que la Pologne a pris le contrôle de la Poméranie, les Polonais et Ukrainiens originaires de la partie est de la ligne Curzon commencent à repeupler la ville. La ville change alors de nom et devient Nowogard. Les derniers habitants allemands de la ville sont réunis le 24 juin 1945 sur la place du marché pour être ensuite expulsés par l'administration polonaise. La ville perd son statut de capitale de canton et devient une partie du powiat de Goleniów (powiat goleniowski).

## Patrimoine

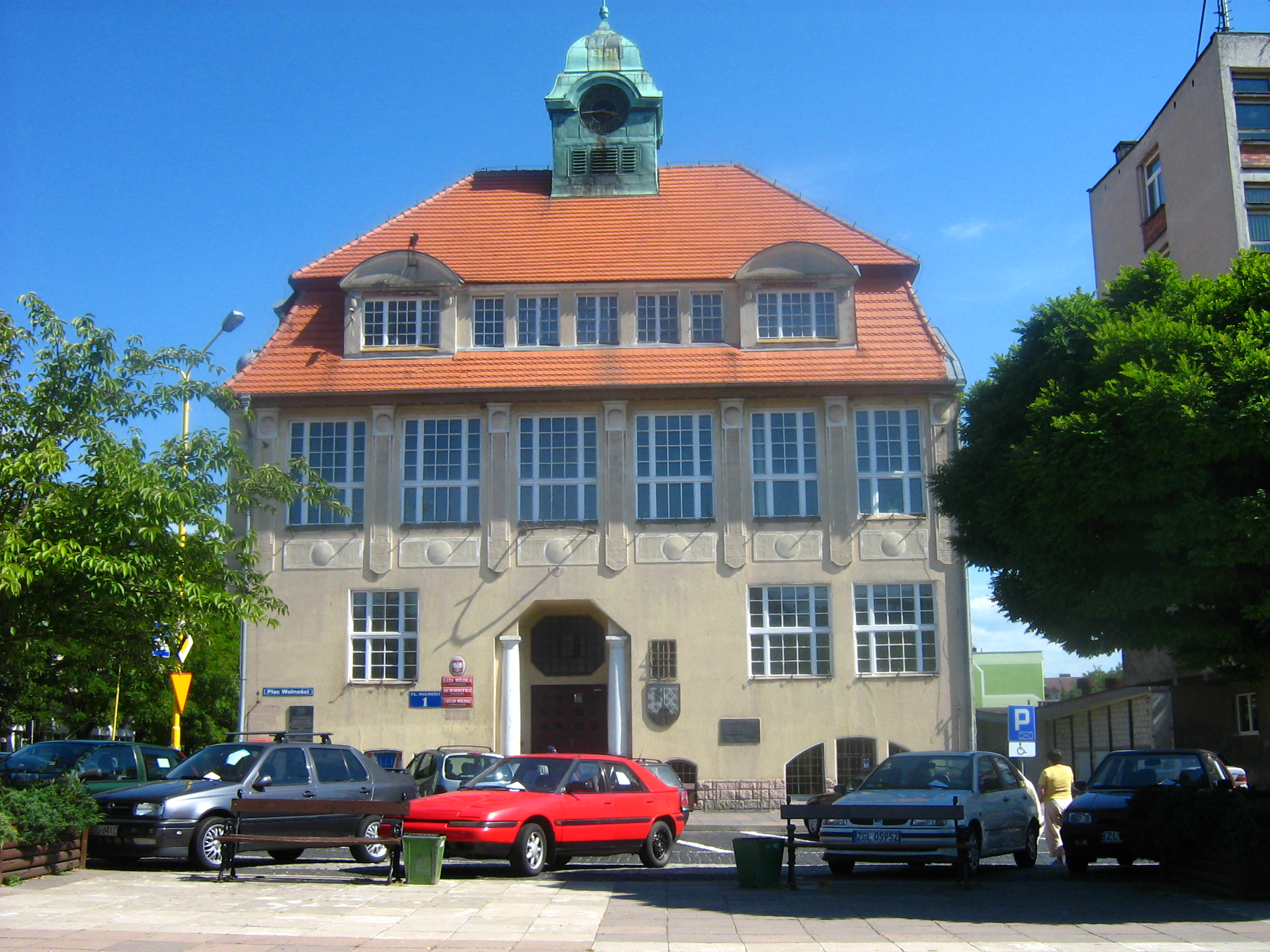
Hôtel de ville de Nowogard.

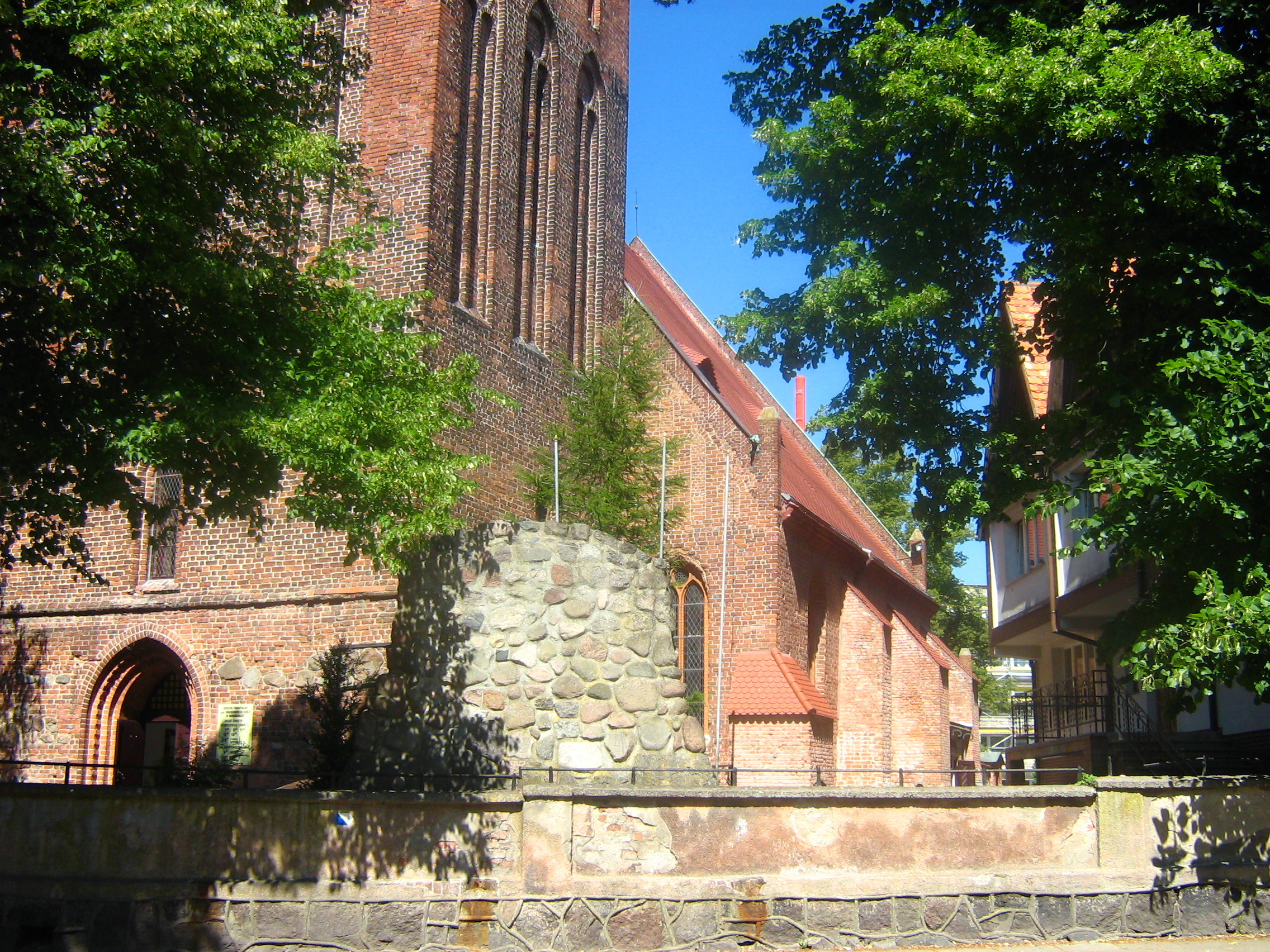
Place de l'église Sainte-Marie.

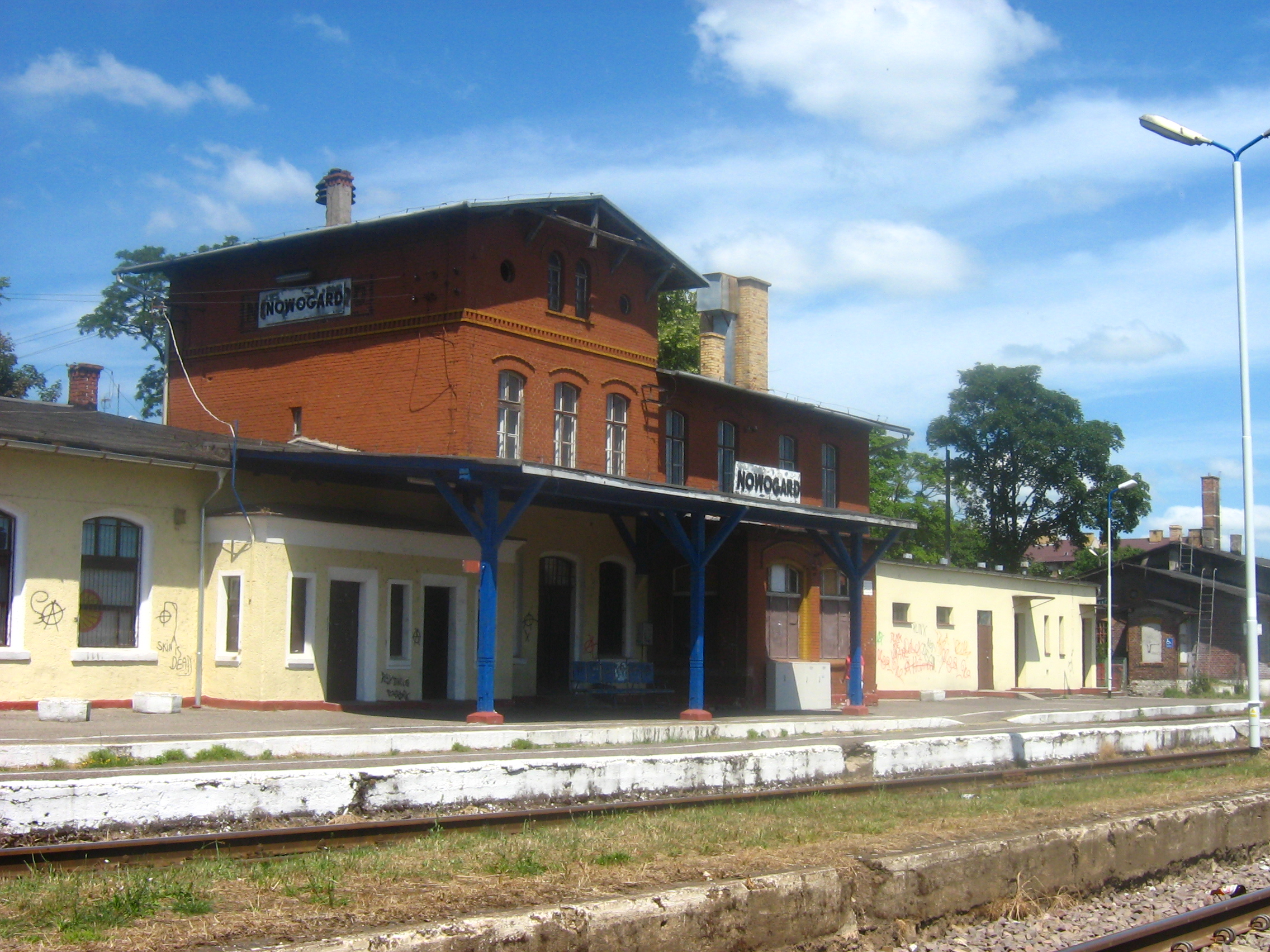
Gare ferroviaire de Nowogard.

- L'église gothique Sainte-Marie, érigée en 1334 et reconstruite plusieurs fois. Ainsi elle reçoit ses lanterneaux en 1918. L'autel, de style Renaissance, date de la fin du XVIe siècle. La chaire à prêcher est de style baroque et date du XVIIIe siècle. L'orgue a été détruit lors d'un incendie le 3 décembre 2005, le toit du clocher a également été endommagé. Depuis l'église a été restaurée[4].
- Il reste des portions de muraille datant du Moyen Âge.
- Sur la place du Marché (Plac Wolności en polonais) se tient l'hôtel de ville datant de 1911 et construit en style néo-baroque.

## Jumelage
La ville est jumelée à deux villes allemandes : Heide et Gützkow, ainsi qu'à une ville suédoise : Kävlinge.

## Personnalité de la ville

### Citoyen d'honneur
- Otto von Bismarck, chancelier allemand

### Personnes nées dans la ville
- Martin Statius (1589–1655), théologien allemand protestant
- Friedrich Michael Ziegenhagen (de) (1694–1776)  théologien allemand luthérien, prédicateur à la cour de Londres
- David Cranz (1723–1777),  théologien allemand protestant et missionnaire
- Friedrich Otto Wichmann (de) (1763–1791), théologien allemand protestant
- Julius Kosleck (de) (1825–1905), musicien allemand
- Hermann Cuno (de) (1831–1896), architecte allemand
- Otto Dross (de) (1861–1916), écrivain allemand
- Paul Manasse (1866–1927), oto-rhino-laryngologiste allemand, professeur à Strasbourg puis à Wurtzbourg
- Kurt Lüdtke (de) (1898–?), homme politique allemand (NSDAP)
- Raban von Canstein (de) (1906–2005), général allemand
- Udo Timm (de) (* 1941), homme politique allemand (DA, CDU),

## Canton
Le canton de Nowogard compte 25 000 habitants et 339 km2, il est divisé en 33 sous-divisions :
| - Błotno (Friedrichsberg) - Brzozowo (Birkenwalde) - Boguszyce (Ottendorf) - Czermnica (Rothenfier) - Dąbrowa Nowogardzka (Damerow) - Długołęka (Langkafel) - Glicko (Glietzig) - Grabin (Gräwenhagen) - Jarchlino (Jarchlin) - Karsk (Kartzig) - Krasnołęka (Neu Langkafel) | - Kulice (Külz) - Lestkowo (Groß Leistikow) - Maszkowo (Maskow) - Miętno (Minten) - Olchowo (Wolchow) - Orzechowo (Düsterbeck) - Orzesze (Neu Düsterbeck) - Osowo (Wussow) - Ostrzyca (Bernhagen) - Sąpolnica (Zampelhagen) - Sikorki (Zickerke) | - Słajsino (Schloissin) - Strzelewo (Strelowhagen) - Szczytniki (Schnittriege) - Świerczewo (Schwarzow) - Trzechel (Trechel) - Wierzbięcin (Farbezin) - Wojcieszyn (Eberstein) - Wołowiec (Döringshagen) - Wyszomierz (Wismar) - Żabowo (Groß Sabow) - Żabówko (Klein Sabow) |